# Gråskivig spröding
Gråskivig spröding (Psathyrella fusca) är en svampart som först beskrevs av Heinrich Christian Friedrich Schumacher, och fick sitt nu gällande namn av A. Pearson 1952. Gråskivig spröding ingår i släktet Psathyrella och familjen Psathyrellaceae.  Arten är reproducerande i Sverige. Inga underarter finns listade i Catalogue of Life.